# ChangesNowBowie
ChangesNowBowie estilizado como CHANGESNOWBOWIE es un álbum póstumo del músico británico David Bowie, lanzado en abril de 2020. Contiene temas inéditos que fueron grabados en 1996 que fueron transmitidos radialmente en 1997. Por años circuló como un bootleg.

## Historia
Con motivo del cumpleaños 50 del músico británico, la BBC organizó un especial radial donde Bowie fue el personaje principal.
El material transmitido fue grabado en noviembre de 1996 en los Looking Glass Studios, en Nueva York, y se mezcló en ese mismo mes.
La grabación cuenta con ensayos de las actuaciones que haría Bowie en el Madison Square Garden el año siguiente. En la sesión participaron los músicos de apoyo Gail Ann Dorsey en el bajo, Reeves Gabrels en la guitarra y Mark Plati en los teclados.
La sesión resultante fue transmitida en una de las emisoras de la cadena BBC el 8 de enero de 1997 para la celebración del cumpleaños del músico.  Como parte del programa se hizo una entrevista al homenajeado y se leyeron preguntas de músicos fanáticos suyos para ser respondidas por Bowie, las cuales fueron hechas por artistas como Robert Smith, Bono, Damon Albarn y Scott Walker, entre otros.

## Contenido
El nombre del álbum es la sucesión de las compilaciones ChangesOneBowie de 1981, ChangestwoBowie de 1990, y está también inspirado en el especial de la BBC que se llamó ChangingNowBowie.
El álbum cuenta con 9 canciones, 7 de su carrera como solistaː The Supermen y The Man Who Sold The World, del homónimo de este último de 1970; Andy Warhol y Quicksand de Hunky Dory; Lady Stardust de Ziggy Stardust de 1972; Aladdin Sane del homónimo de 1973 y Repetition de Lodger de 1979; 1 tema de su carrera como miembro de Tin Machine (Shopping For Girls) y un cóver de The Velvet Underground White Light / White Heat del álbum homónimo de 1968.
La carátula a blanco y negro fue tomada en las sesiones del álbum en 1996, y corrió a cargo del fotógrafo Albert Watson.

## Promoción y publicación
El álbum salió vía streaming el 17 de abril de 2020, fecha en la que estaba previsto que el álbum saliera en formato físico LP y CD. Sin embargo, debido al COVID-19, el lanzamiento físico se pospuso para el 20 de junio, para el Record Store Day.
Como promoción para el álbum, el 10 de abril salió el sencillo Repetition 97', cuyo video contiene imágenes promocionales del Earthling Tour, que fue dirigido y filmado por Tim Pope, y que se grabó en Hartford, Connecticut.

## Lista de canciones
| N.º | Título                                                 | Escritor(es) | Duración |  |
| 1.  | «The Man Who Sold the World» (ChangesNowBowie Version) |              | 4:02     |  |
| 2.  | «Aladdin Sane» (ChangesNowBowie Version)               |              | 3:34     |  |
| 3.  | «White Light / White Heat» (ChangesNowBowie Version)   |              | 3:43     |  |
| 4.  | «Shopping For Girls» (ChangesNowBowie Version)         |              | 3:31     |  |
| 5.  | «Lady Stardust» (ChangesNowBowie Version)              |              | 3:32     |  |
| 6.  | «The Supermen» (ChangesNowBowie Version)               |              | 3:13     |  |
| 7.  | «Repetition» (ChangesNowBowie Version)                 |              | 3:02     |  |
| 8.  | «Andy Warhol» (ChangesNowBowie Version)                |              | 2:53     |  |
| 9.  | «Quicksand» (ChangesNowBowie Version)                  |              | 4:47     |  |

## Músicos
- David Bowie – Voz
- Reeves Gabrels – Guitarra
- Gail Ann Dorsey – Bajo, coros
- Mark Plati – Teclados